# Marinsoldater vid USA:s ambassader

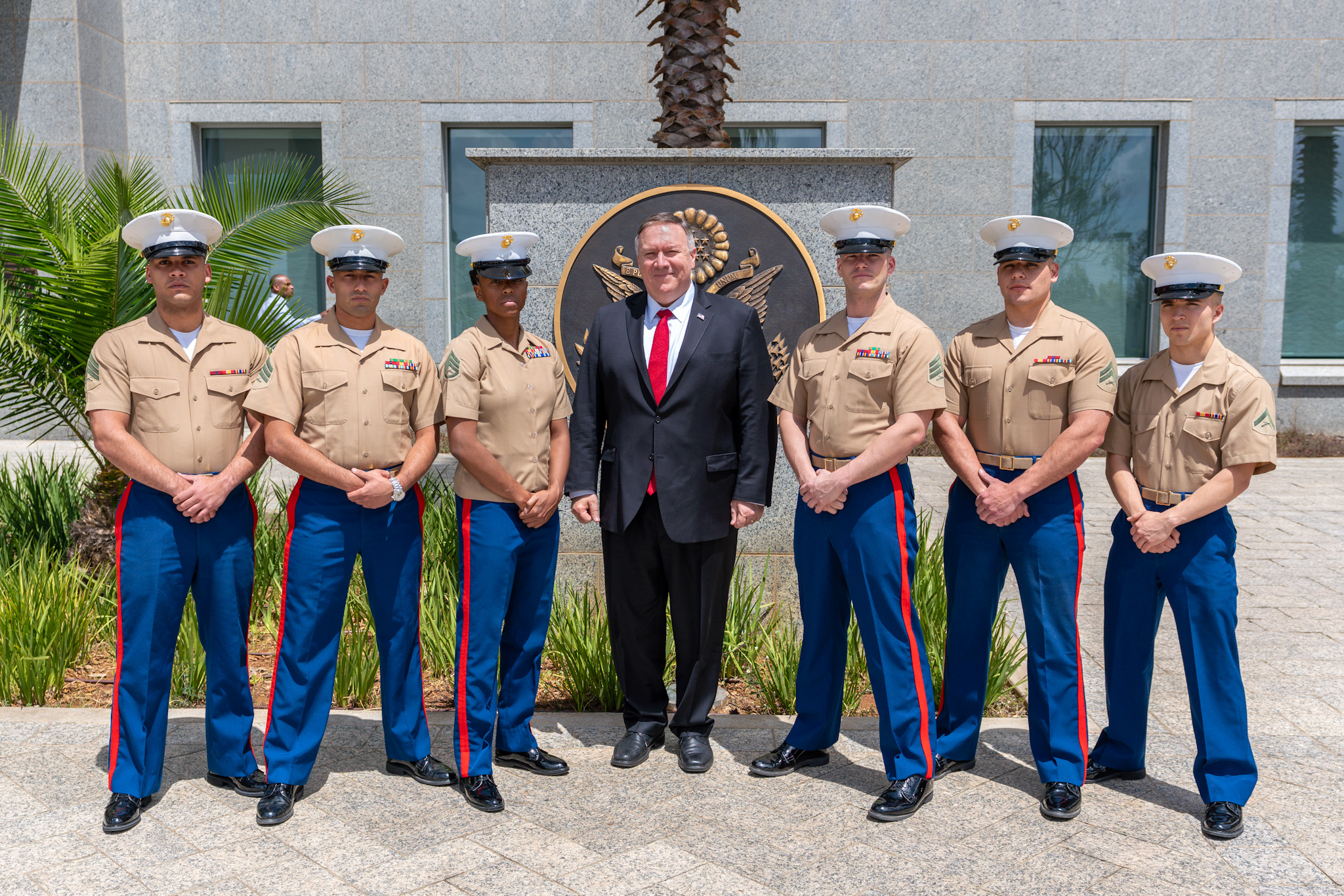
Dåvarande utrikesministern Mike Pompeo tillsammans med marinsoldater vid USA:s ambassad i Etiopien i februari 2020.

Marinsoldater vid USA:s ambassader finns på 176 diplomatiska beskickningar runt om i världen som drivs av USA:s utrikesdepartement. Underofficerare och meniga från USA:s marinkår, benämnda som Marine Security Guard (tillhörande Marine Corps Embassy Security Group), finns utposterade för att bistå i bevakning och upprätthållande av ordning samt att finnas som ceremoniell hedersvakt.

## Bakgrund
Marinkåren har en lång historia av samarbete med utrikesdepartementet som sträcker sig tillbaka till landets grundande. Från den amerikanska flaggans hissande i Tripoli 1805 under Första barbareskkriget och Boxarupproret i Peking så har marinsoldater tjänstgjort vid många tillfällen som kurirer, utfört bevakningsuppdrag av beskickningar och delegationer samt medverkat i evakuering och undsättande av amerikanska medborgare i utländska oroshärdar. Det formella uppdraget för permanent stationering vid amerikanska beskickningar började 1946 då marinministern på utrikesministerns begäran tillät ett mindre antal marinsoldater att under tillsyn av beskickningschefen att assistera denne. 
Även om ambassadtjänstgöringen utgör en viktig del av marinkårens identitet är den i verkligheten en mycket liten del av dess sammanlagda verksamhet. Efter attacken den 11 september 2012 mot USA:s generalkonsulat i Benghazi i Libyen, har antalet marinsoldater vid amerikanska beskickningar som en reaktion genom lag stiftad av kongressen utökats och nästan fördubblats, trots att marinkårens numerär minskat.

## Organisation

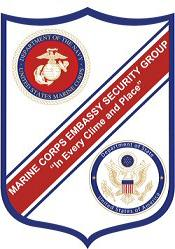
Vapensköld för Marine Corps Embassy Security Group.

Säkerhetsansvaret vid USA:s beskickningar åligger en specialagent inom Diplomatic Security Service (DSS) och varje enskilt marinkårsdetachement assisterar denne.
Det finns drygt ett tusen Marine Security Guards (MSG) på 176 detachement i 135 länder och i 18 olika tidszoner, uppdelade i nio regionkontor, samt med högkvarter vid Marine Corps Base Quantico med högkvarterskompani och utbildningsenhet bestående av ytterligare 100 marinsoldater. Varje regionkontor leds av en överstelöjtnant.
| Region | Säte                             | Område                      | Antal detachement |
| ------ | -------------------------------- | --------------------------- | ----------------- |
| 1      | Frankfurt am Main, Tyskland      | Östeuropa och Eurasien      | 20                |
| 2      | Abu Dhabi, Förenade arabemiraten | Mellanöstern                | 20                |
| 3      | Bangkok, Thailand                | Östasien och Stilla havet   | 23                |
| 4      | Fort Lauderdale, Florida         | Nordamerika                 | 13                |
| 5      | Frankfurt am Main, Tyskland      | Västeuropa och Skandinavien | 20                |
| 6      | Johannesburg, Sydafrika          | Östafrika och södra Afrika  | 24                |
| 7      | Frankfurt am Main, Tyskland      | Nordafrika och Västafrika   | 20                |
| 8      | Frankfurt am Main, Tyskland      | Centraleuropa               | 19                |
| 9      | Fort Lauderdale, Florida         | Nordamerika och Karibien    | 15                |

Varje detachement leds av en underofficer och är ett av få tillfällen i marinkåren när en underofficer benämns som "befälhavare". Den minsta storleken för ett detachement är sju marinsoldater (MSG) och en befälhavare, vilket möjliggör ständig bemanning och tid för ledighet.
En befälhavare brukar vara en staff sergeant, gunnery sergeant eller master gunnery sergeant och tjänstgör på två detachement, 18 månader på vardera. Till skillnad för deras underlydande så kan de vara gifta och ha bildat familj. En MSG brukar vanligtvis tjänstgöra på tre detachement på raken med 12 månader på vardera och brukar gradmässigt vara från private first class upp till staff sergeant.